# Asura tripuncta
Asura tripuncta là một loài bướm đêm thuộc phân họ Arctiinae, họ Erebidae.